# Ketintang
Ketintang is een bestuurslaag in het regentschap Surabaya van de provincie Oost-Java, Indonesië. Ketintang telt 14.808 inwoners (volkstelling 2010).